# Schloss Schlammersdorf
Das Schloss Schlammersdorf ist ein Schloss 180 m westlich der Pfarrkirche St. Lucia in Schlammersdorf, einer Gemeinde im oberpfälzischen Landkreis Neustadt an der Waldnaab (Schloßweg 1). Es ist unter der Aktennummer D-3-74-155-3 als Baudenkmal von Schlammersdorf verzeichnet. „Archäologische Befunde im Bereich des ehemaligen Schlosses von Schlammersdorf, zuvor spätmittelalterliche Burg“ werden ferner als Bodendenkmal unter der Aktennummer D-3-6136-0017 geführt.

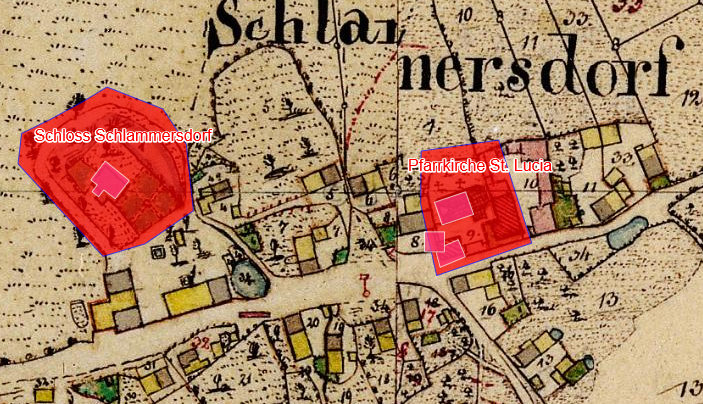
Lageplan von Schloss Schlammersdorf auf dem Urkataster von Bayern

## Geschichte

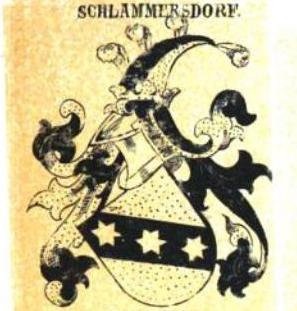
Wappen der Familie Schlammersdorf

Eine Pfarrei Schlammersdorf ist in dem ältesten Pfarrverzeichnis der Diözese Regensburg von 1326 erwähnt. Das Land war im Besitz der Grafen von Leuchtenberg. Unter diesen war der erste Gutsbesitzer im Jahre 1309 ein Chunrad von Schlammersdorf. Diese Herren von Schlammersdorf werden als die Erbauer ihres hiesigen Stammsitzes angesehen. 1359 tritt ein Fridreich von Schlammersdorf bei einem Vergleich mit dem Kloster Speinshart auf. Zwischen 1368 und 1373 werden Heinrich und Friedrich die Slamersdorfer genannt. Die Schlammersdorfer werden danach in Trabitz genannt (z. B. 1592 Hans Wolf von Schlammersdorf bis 1752).
1404 ging Schlammersdorf an das Geschlecht der Zirkendorfer über und 1488 gelangte es in den Besitz der Plassenberger. Nachdem das Lehensgut Schlammersdorf zu dem Kurfürstentum Bayern gekommen war, hatte den damals doppelten Rittersitz mit Schloss Ernstfeld das Geschlecht der Knodt (ab 1563) inne. Genannt werden Georg Knodt zu Schlammersdorf (1566, 1570), Hans Georg Knodt (1599), Hans Albrecht Knodt (1620, 1630; 1629 wegen seines lutherischen Glaubens nach Creußen abgewandert) und Maria Susanna Knodt (1652).
1656 kam Schlammersdorf an Wolf Ernst Freiherr von Lindenfels, 1658 werden die drei Brüder Wolf Ernst, Jobst Bernhard und Hanns Walther von Lindenfels genannt. 1708 erteilt Karl Urban von Lindenfels seinen Consens für seinen Bruder Charistof Erdmann für die Vertauschung von Schlammersdorf und Menzlas gegen das Gut Bruck. 1708 wird ein Reversbrief über Schlammersdorf für Johann Christoph Ernst von Gravenreuth ausgestellt. 1833 gingen die beiden Rittermannslehen der Krone Bayerns in den Besitz des Ernst Karl von Hirschberg († 30. Dezember 1849) über. Hinzu kamen die Güter Ernstfeld, Naslitz, Höflas und Vorbach. 1850 beginnt die Witwe Caroline das Gut Schlammersdorf zu zertrümmern. 1862 kauft Elise Freiin von Großschedel das Schloss und die verbliebenen Grundstücke.
1876 erwirbt Georg Dötsch den Besitz. 1879 kaufen die Schul- und Kirchengemeinde das Schloss und dieses wird bis 1964 als Schule genutzt. Dann erwirbt die Firma Gustav Wilhelm das Schloss und benutzt es zur Ersatzteilherstellung für den Heizungsbedarf. 1971 erwerben Hellmuth und Adelheid Bußmann das Schloss und leiten seine Renovierung ein. Ab 1985 kommt es in den Besitz von Albrecht Woltmann.

## Baulichkeit
Eine Burg wird 1426 erwähnt, 1585 werden Aus-/Umbauten genannt. Die Errichtung des heutigen Baus wurde 1778/79 von Christoph Ludwig von Grafenreuth veranlasst;  der zuständige Maurermeister war Thomas Sebastian Preysinger aus Kirchenthumbach. Das Schloss ist 1982 aufwändig restauriert worden und befindet sich heute in Privatbesitz.
Das zweigeschossige Schloss besitzt ein Mansardwalmdach, es ist ein Putzbau mit einem geschosstrennenden Mauerband und Eckpilastern. An der Westseite befindet sich ein quadratischer Anbau für das Treppenhaus mit Pilastergliederungen. Im Haus befindet sich ein beachtenswerter Rittersaal.